# Irenental
Irenental ist ein Dorf und Tal im Wienerwald in Niederösterreich und eine Ortschaft der Gemeinde Tullnerbach mit Ortsteilen in Purkersdorf, beide Bezirk St. Pölten-Land.

## Geographie
Irenental liegt etwa 23 Kilometer westlich von Wien (Zentrum, 8 km von der Stadtgrenze), nördlich von Pressbaum. Es erstreckt sich als Straßendorf im Tal des Tullnerbachs, das ebenfalls Irenental genannt wird, und ein linkes Seitental des Wientals bei Untertullnerbach und Neu-Purkersdorf ist. Das Irenental ist der eher bäuerliche Teil der Gemeinde mit Wiesen, Feldern, Obstgärten und Wäldern. Durch das Irenental fließt der Tullnerbach, der Namensgeber der Gemeinde, zur großen Straße von Wien nach Neulengbach.
Die Ortschaft Irenental umfasst um die 350 Gebäude mit etwa 850 Einwohnern. Zum Ortschaftsgebiet in Tullnerbach gehören neben dem Dorf selbst auch die Rotten Erlschachen und Brettwies zum Großen Wienerberg (452 m ü. A.) hinauf, die Rotte Wilhelmshöhe am Buchberg (405 m ü. A.), die Rotte Ameisberg und die Häusergruppe
Strohzogl am Hang des Heinratsbergs (513 m ü. A.), die Rotte Riedanleiten im Hintertal, sowie Troppberg am gleichnamigen Berg (542 m ü. A., mit Aussichtswarte). Weitere zehn Häuser Irenental liegen im Gemeindegebiet Purkersdorf, der untere Tullnerbach bildet die Gemeindegrenze. Diese Orte bilden zusammen die Talung Irenental.
Außerdem gehört noch das gesamte Gebiet der zerstreuten Häuser Schmeißbach mit Schliefgraben und Sandling dazu, das sich am gleichnamigen Bach befindet, wie auch einige Häuser am Riederberg (dort auf der Nordseite des Passes, gegen Ried hin, dort in der Nähe liegt auch die gerade noch zu Tullnerbach gehörende Klosterruine Sancta Maria in Paradyso). Dieses Areal liegt schon hinter der Zentralwasserscheide des Wienerwalds und entwässert zur Kleinen Tulln.
Nachbarortschaften und -orte
| Elsbach (Gem. Sieghartskirchen, Bez. Tulln)Au am Kraking (Gem. Pressbaum) | Ried am Riederberg (Gem. Sieghartskirchen, Bez. Tulln) Ameisberg | Gablitz (Gem.) Riedanleiten                         |
| Wilhelmshöhe                                                              | Kompassrose, die auf Nachbargemeinden zeigt                      | Purkersdorf (Gem.)                                  |
| Erlschachen Pressbaum (Gem.)                                              | Brettwies Tullnerbach-Lawies                                     | Neu-Purkersdorf (Gem. Purkersdorf) Untertullnerbach |

## Geschichte

### Ortsname
Bis um 1890 finden sich für den hinteren Teil um den heutigen Wundererplatz die Bezeichnungen Ober Tullnerbach und Hinter Tullnerbach. Der vordere Teil zwischen Erlschachen und Brettwieserstraße beim ehemaligen Kloster ist als Unter Tullnerbach und später als Vorder Tullnerbach bekannt.
Der Name Irenental scheint in der 1872 aufgenommenen Franzisco-Josephinischen Landesaufnahme beim Taleingang auf, wobei die Herkunft ungeklärt ist. Für das weitere Tal scheint der Name erst 1880 auf.

### Frühgeschichte und Mittelalter

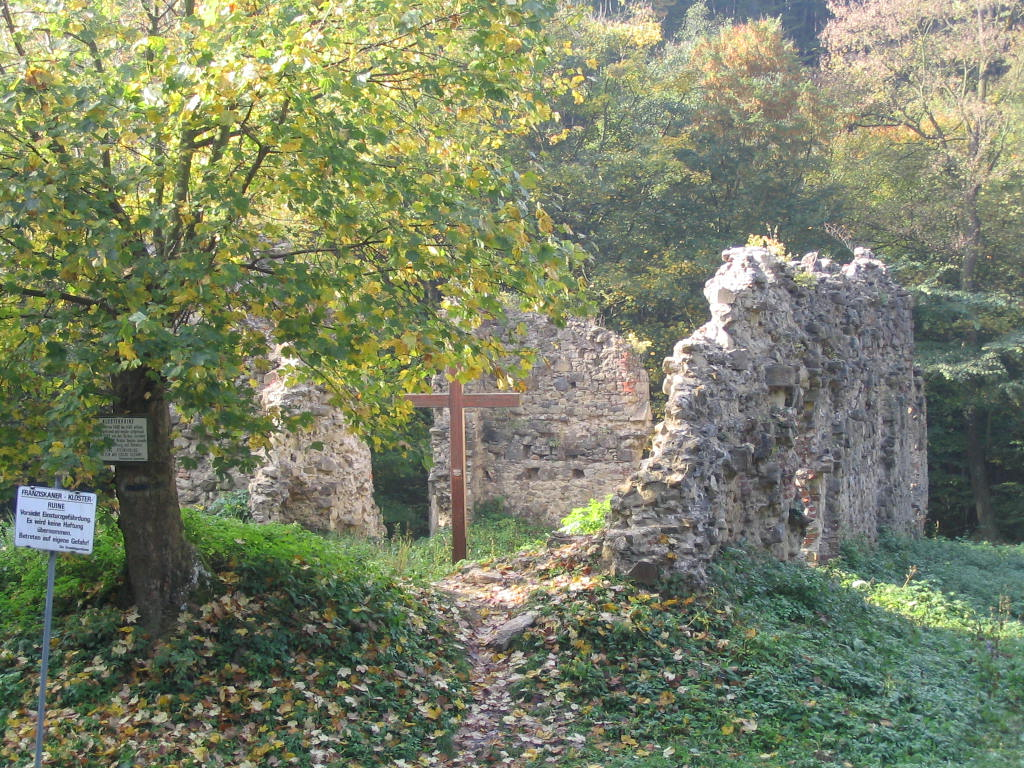
Sancta Maria in Paradyso

In der Tirlitzgrube am Heimbuchsteg  bei Troppberg wurde ein Hügelgräberfeld der römischen Limeszeit gefunden. Die 16 Grabhügel (15 in Ensemble, einer abseits) stehen unter Denkmalschutz.
Um 1460 wurde am Riederberg das Franziskanerkloster Sancta Maria in Paradyso erbaut. Die einschiffige spätgotische Kirche war der Mutter Gottes und dem Hl. Laurenzius geweiht und wurde nach einem Brand im Jahre 1509 etwas umgebaut. Am 26. September 1529 wurde das Kloster mit der Kirche von den Türken zerstört, wobei 18 Klosterbrüder getötet wurden. Beides ist nicht wieder aufgebaut worden. Die Ruinenreste sind ebenfalls denkmalgeschützt.

### Neuzeit

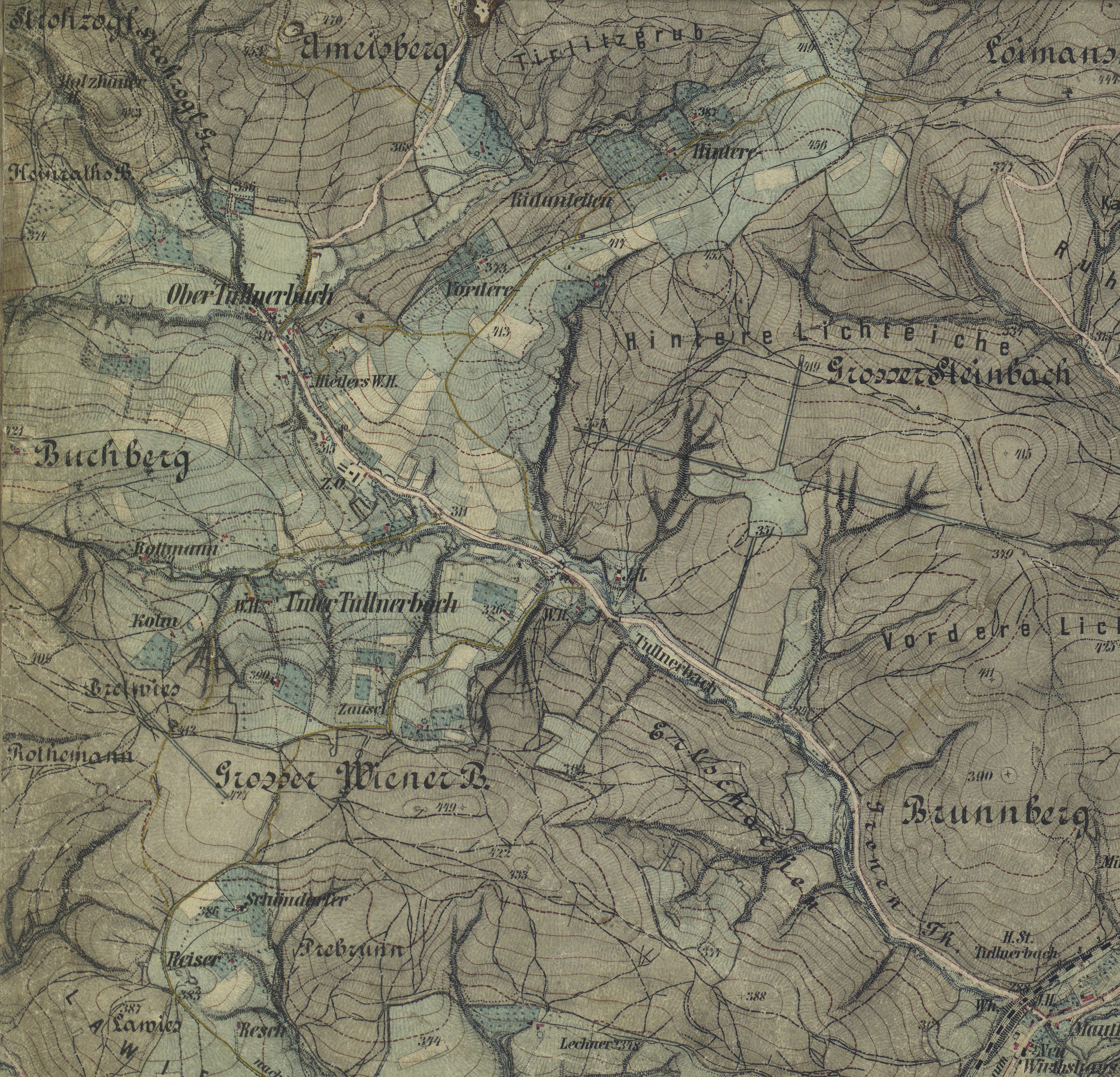
Ober Tullnerbach mit Hietlers Wirtshaus (links oben), Unter Tullnerbach und das Irenen Thal (rechts unten) um 1873 (Franzisco-Josephinische Landesaufnahme)

Im Jahre 1791 errichtete das k.k. Waldamt eine einklassige I. Volksschule Tullnerbach I, welche von circa 15 Kindern besucht wurde. Sie wurde im Jahre 1967 aufgelassen.
Das Irenental war etwa ab dem Bau der k.k. privilegierten Kaiserin-Elisabeth-Bahn 1858 (der heutigen Westbahn) auch ein beliebtes Ausflugsziel der Kaiserin Elisabeth, welche im damaligen Gasthaus Hiettler (Irenentalstraße 60) mehrmals einkehrte, zuletzt 1891. Beim Haus befindet sich ein 1903 errichteter Gedenkstein.
Seit etwa 1860 gab es Bestrebungen zum Bau einer Kirche. Die ersten Arbeiten dazu begannen im April 1900 mit der Einweihung des Bauplatzes am Südhang des Riedanleitenberges. Am 16. Juli 1900, anlässlich des 70. Geburtstags von Kaiser Franz Joseph (so die offizielle Begründung) wurde der Grundstein gelegt. Die Kirche wurde in kürzester Zeit im secessionistischen Stil mit Steinen aus den umliegenden Steinbrüchen gebaut und am 4. November 1900 das Turmkreuz eingeweiht. Am 16. Juni 1901 war sie fertig gebaut und eingerichtet und es fand die Benediktion als St. Antonius-Kirche (vermutlich zu Ehren des Stifters Anton Glaser) statt. Betreut wurde die damalige Filialkirche von der Pfarre Purkersdorf. Zehn Jahre nach der Grundsteinlegung findet die Konsekration der Kirche am 20. November 1910 als Maria Schnee (Patrozinium 5. August) durch den Weihbischof Gottfried Marschall aus Anlass des 80. Geburtstages Kaiser Franz Josephs statt.
1927 schlossen sich die Einwohner zur freiwilligen Kirchengemeinde Tullnerbach zusammen, 1939 wurde der Pfarrkirchenratsbezirk Tullnerbach errichtet und am 1. August 1941 wurde eine selbstständige kirchliche Matrikenstelle für das Pfarrkirchenratsgebiet Tullnerbach eingerichtet. Mit 1. August 1942 schließlich wird sie zur Pfarrkirche erhoben und erhält Gebiete der Pfarren Purkersdorf (Irenental, An der Stadlhütte, Sagbergsiedlung und Mindersiedlung) und Pressbaum (Irenental, Unter-Tullnerbach). 1971 bis 1975 (anlässlich der 75-Jahr-Feier) fand eine grundsätzliche Umgestaltung des Kircheninneren statt. Unter anderem wurde das Kommunionsgitter entfernt und in Gittertore beim Eingang umgearbeitet.
Die Freiwillige Feuerwehr Tullnerbach-Irenental wurde 1902 gegründet. Der erste Hauptmann war Anton Maller senior.
Laut Adressbuch von Österreich waren im Jahr 1938 in Irenental ein Bäcker, ein Kaffeehaus und ein Zimmermeister ansässig, weiters gab es das  privat geführte Erholungsheim Rekonvaleszentenheim Wienerwald.
Von 1904 bis 1997 bestand das Kloster der Kongregation der Barmherzigen Schwestern vom Hl. Vinzenz von Paul, an der heutigen Ecke Irenentalstraße/Klosterstraße, dem ab 1955 ein Pensionistenheim angeschlossen war.

## Kultur und Sehenswürdigkeiten

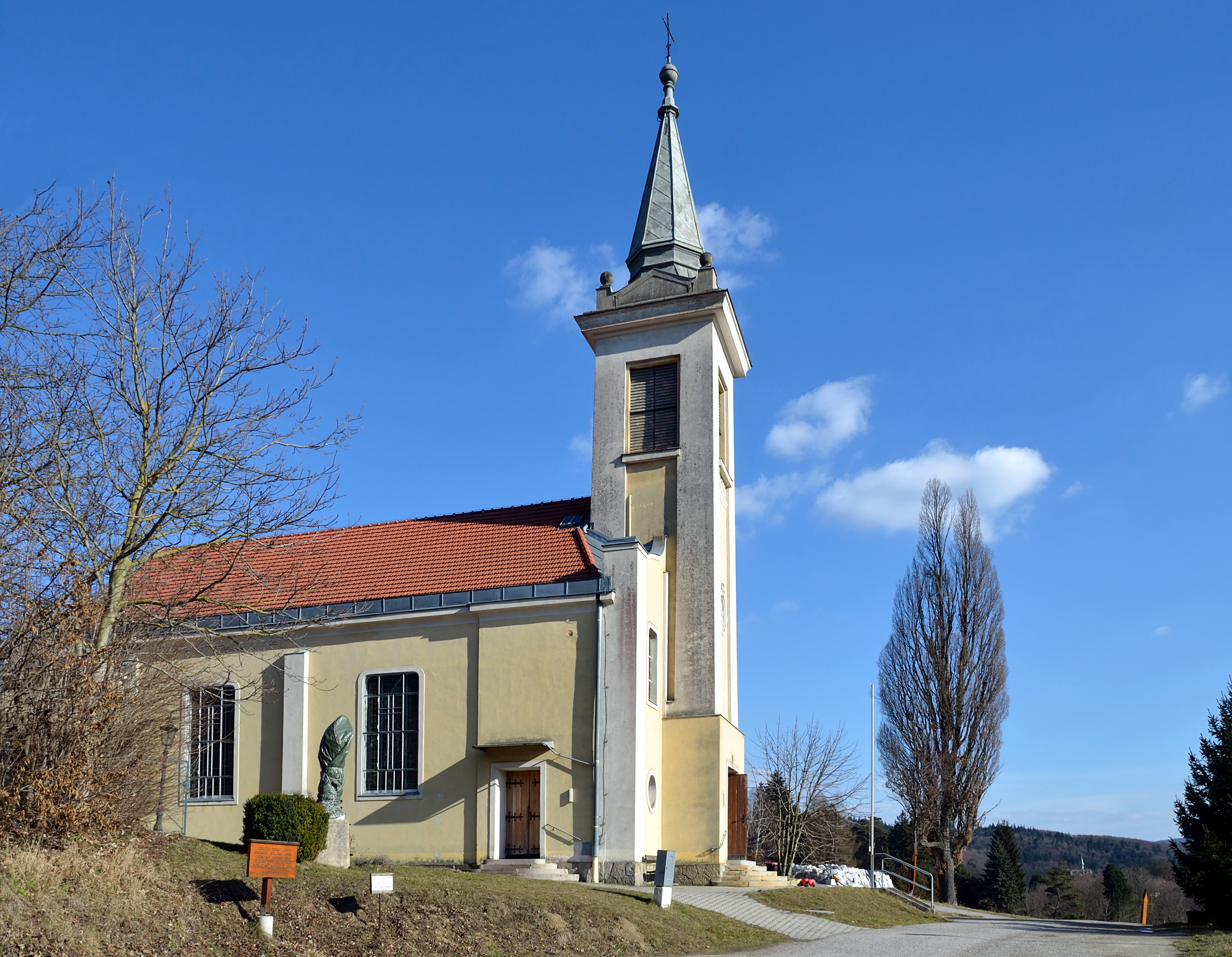
Pfarrkirche Irenental

- Klosterruine Sancta Maria in Paradyso
- Katholische Pfarrkirche Irenental Maria Schnee